# Ihor Momot
Ihor Fedorovytch Momot (en ukrainien : І́гор Фе́дорович Мо́мот), né le 18 août 1965 à Tiraspol et mort le 11 juillet 2014 dans le sud de l'oblast de Louhansk, est un général du Service national des gardes-frontières d'Ukraine. Il est tué lors de la frappe de roquettes sur Zelenopillia.

## Carrière militaire
Il sert lors de la guerre d'Afghanistan pour une batterie de mortiers 1MMH 47 du détachement frontalier. Affecté en Ukraine, il est commandant du détachement frontalier de Kotovsk puis du détachement frontalier d'Izmaïl. Pendant la guerre du Donbass, il forme et commande l'unité mécanisée Roubij des gardes frontières et est actif dans l'oblast de Donetsk et en particulier à Dmytrivka, Marynivka et Amvrossiïvka. Il est alors le chef du Centre de formation du Service national des gardes-frontières. 

## Hommages
Après sa mort, Ihor Momot est nommé Héros de l'Ukraine.
L'ancienne rue Lounartskavo à Tcherkassy, un buste proche de la cathédrale de la Trinité de Tcherkassy et le Centre éducatif de formation des gardes-frontières, ainsi qu'un navire sont nommés d'après Igor Momot.